# Креволадоссола
Креволадоссола (итал. Crevoladossola) — коммуна в Италии, располагается в регионе Пьемонт, в провинции Вербано-Кузьо-Оссола.
Население составляет 4711 человек (2008 г.), плотность населения составляет 121 чел./км². Занимает площадь 39 км². Почтовый индекс — 28865. Телефонный код — 0324.
Покровителями коммуны почитается святые Пётр и Павел, празднование 29 июня.

## Демография
Динамика населения:

## Администрация коммуны
- Официальный сайт: http://www.comune.crevoladossola.vb.it/